# Wörgl Hauptbahnhof

Der Hauptbahnhof Wörgl ist ein Eisenbahnknoten in der Tiroler Stadt Wörgl an der Unterinntalbahn und der Giselabahn (Salzburg – Hallein – Zell am See – Wörgl). Die Bezeichnung Hauptbahnhof führt er seit 10. Dezember 2006.

## Lage
Wörgl liegt an der Abzweigung zweier bedeutender Eisenbahnmagistralen.
- an der Strecke (München – Rosenheim –) Kufstein – Wörgl – Innsbruck (– Brenner – Bozen – Verona),

der früheren Nordtiroler Bahn, die 1858 eröffnet und die von Alois Negrelli, dem Erbauer des Suezkanals, geplant und anschließend vom Erbauer der Semmeringbahn, Carl Ritter von Ghega, gebaut wurde.
- an der österreichischen Westbahn Wien – Linz – Salzburg – Zell am See – Kitzbühel – Wörgl – Innsbruck – Feldkirch (– Lindau beziehungsweise – Buchs SG),
  - die im Teilstück Wien – Wörgl als Kaiserin Elisabeth-Bahn bezeichnet wird,
  - im Teilstück Salzburg – Wörgl als Giselabahn (nach einer Tochter von Kaiser Franz Joseph und Kaiserin Elisabeth, Gisela Louise Marie von Österreich) bzw. Salzburg-Tiroler-Bahn,
  - im Teilstück Zell am See – Wörgl als Brixentalbahn, im Jahr 1875 im Abschnitt Hallein – Schwarzach-St. Veit – Wörgl eröffnet.

## Bedeutung

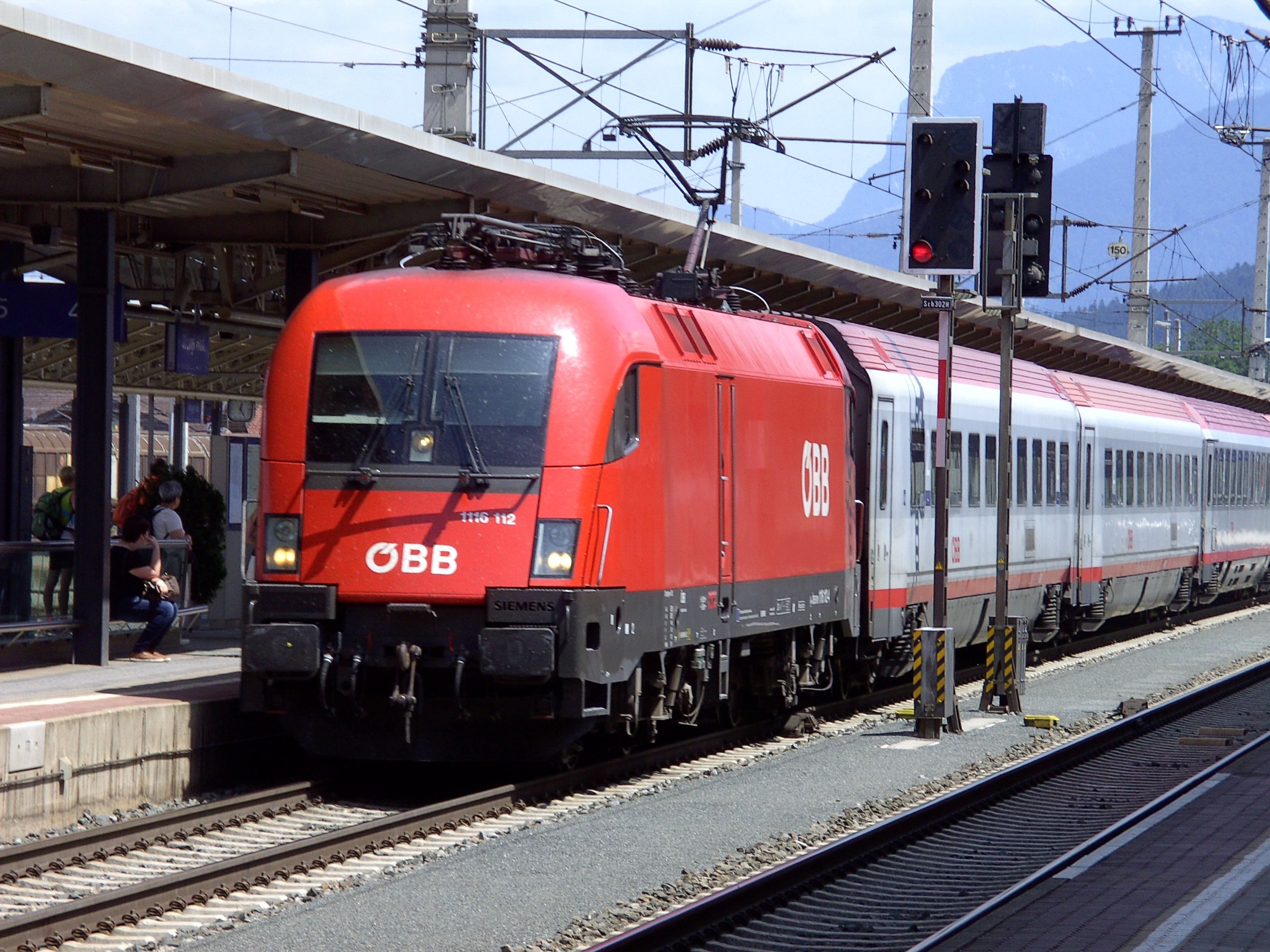
ÖBB 1116 mit IC in Wörgl Hbf.

Die Stadt Wörgl, auf 511 m Meereshöhe rechtsseitig am Inn und rund 60 km östlich von Innsbruck gelegen, hat die zweitgrößten Bahnanlagen Westösterreichs nach der Tiroler Landeshauptstadt Innsbruck. Der Hauptbahnhof Wörgl liegt mit einer Anzahl von gegenwärtig (2023) täglich mehr als 15.000 Reisenden an zweiter Stelle in Tirol und ist auch bei ca. 200 haltenden, ausgehenden und endenden Reisezügen täglich nach Innsbruck Hbf der Bahnhof mit der zweithöchsten Frequenz. Mit bis zu 430 täglichen Zugfahrten (einschließlich Güterzügen) übertrifft er überdies Innsbruck Hbf. Damit und mit dem dichten Omnibusnetz ist die Stadt Wörgl eine der am besten an den öffentlichen Verkehr angebundenen Gemeinden Österreichs.

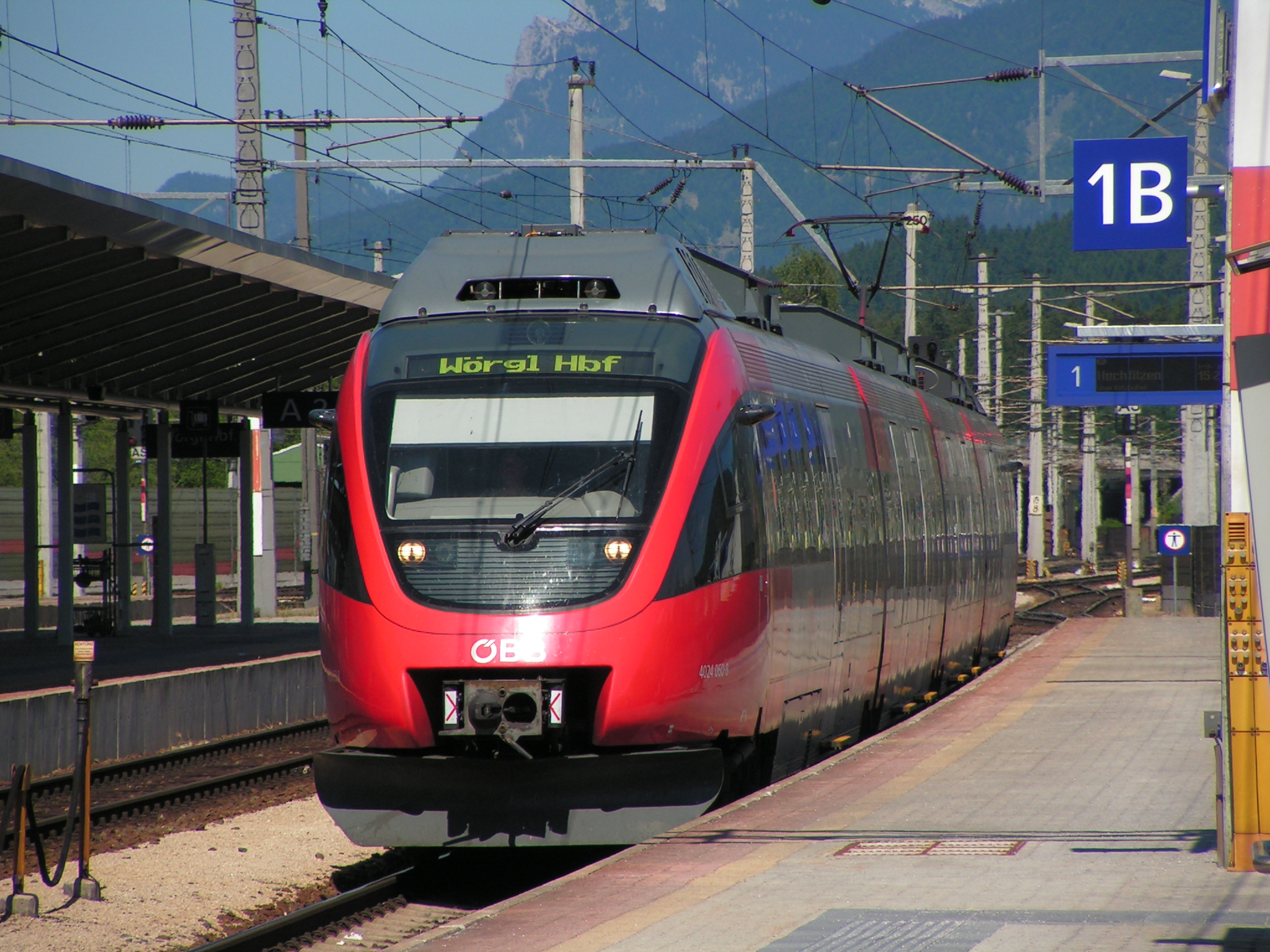
ÖBB-Triebwagen ET 4024 als Zug der Linie S 6 am Bahnsteig 1 B in Wörgl Hbf

In Wörgl Hbf halten – bis auf ganz wenige Schlafwagen- bzw. (Euro-)Night-Jet-Züge zwischen ca. 2.30 und 4.00 Uhr nachts – alle Reisezüge, auch alle -Verbindungen hauptsächlich nach und von Wien einerseits und Zürich oder Bregenz andererseits. Auch die -Verbindungen (teilweise auch noch Eurocity ) nach München sowie Italien halten in Wörgl. Der Eurocity  Transalpin nach Zürich beziehungsweise Graz bindet die Stadt auch an die Steiermark an. Außerdem verkehren einige InterCity wie der IC Hahnenkamm von Innsbruck nach Graz. -Züge von und nach Deutschland halten ebenfalls hier. Der Hauptbahnhof ist auch ein wichtiger Haltepunkt der S-Bahn Tirol, nämlich für die Linien (Kufstein – Wörgl – Jenbach – Schwaz – Innsbruck) (Hält nur zu Tagesrandzeiten und als Nacht S-Bahn am Wochenende), (Wörgl – Kitzbühel – St. Johann – Hochfilzen – Saalfelden – Zell am See), (Wörgl – Kitzbühel – Zell am See – Schwarzach-St. Veit (– Salzburg)), ((Kufstein –) Wörgl – Jenbach – Hall – Innsbruck) und (Kufstein – Wörgl – Jenbach – Innsbruck). Das bisher lediglich geplante Teilstück der Trasse der Neuen Unterinntalbahn östlich der Verknüpfung Radfeld (Radfeld – Umfahrung Wörgl – Verknüpfung Langkampfen – Umfahrung Kufstein – Brannenburg; siehe dazu unten) wird im Bereich der „Umfahrung Wörgl“ den Wörgler Hauptbahnhof umgehen, was eine spürbare Entlastung der Stadt vor allem von Güterzugfahrten bringen wird (vssl ab 2030).
Vier Verschubreserven besorgen die Zugbildung zahlreicher Güter- und Reisezüge sowie den Fahrverschub. Als Verschublokomotiven werden die ÖBB-Reihen 1063 und 2070 eingesetzt; der Verschub in den Bahnhöfen Brixlegg, Wörgl Kundl, Kirchbichl, Schaftenau, Kufstein, Hopfgarten, Westendorf, Kirchberg in Tirol, Kitzbühel und St. Johann in Tirol sowie den beiden (bzw. bald drei) Güterterminals in Wörgl wird von Wörgl Hbf aus bedient. Es bestehen Standorte der ÖBB-Traktion und der ÖBB-Technischen Services mit (zusätzlichem) eigenem Remisenverschub (ÖBB-Reihe 2067); der Werkstätte obliegt hauptsächlich die Erhaltung der RoLa-Niederflurwagen („Kompetenzzentrum“). Ebenso gibt es mehrere Dienststellen der Bau-, Bahnerhaltungs-, Sicherungs-, Fernmelde-, Elektro- und anderer Dienste.
Ein Güterterminal mit Logistikzentrum und Verladestelle für die Rollende Landstraße im Terminal Nord, ein Unterwerk und ausgedehnte Anschlussgleisanlagen sowie eine Verladestelle für Auto im Reisezug vervollständigen den Bahnhof. Wörgl ist Sitz eines ÖBB-Betriebsmanagers Netz sowie eines Verschubmanagers und eines ÖBB-Immobilien- und Bahnhofsmanagers, beide mit dem Zuständigkeitsbereich von Saalfelden beziehungsweise Kufstein bis Fritzens-Wattens sowie mehrerer anderer überregionaler Kommandostellen.

## Betrieb und Technik
Der Wörgler Hauptbahnhof allein (ohne Nebenbahnhöfe und Zugförderungsbereich) hat gegenwärtig 26 Haupt- und jede Menge Nebengleise, 167 Weichen und Gleiskreuzungen sowie 388 Lichtsignale (davon 62 Vorsignale und Signalnachahmer, 75 Hauptsignale, 23 Schutzsignale, 181 alleinstehende und in Hauptsignalen integrierte Verschubsignale, 47 Geschwindigkeitsanzeiger und -voranzeiger) und 14 Gleissperrschuhe. Für den Bahnhofteil Wörgl Kundl zum Beispiel kommen 4 Hauptgleise sowie mehrere Nebengleise und 88 Signale, 4 Gleissperrschuhe und 19 ferngestellte Weichen dazu. In dieser Aufzählung sind Ersatz- und Abfahrtssignale nicht eingerechnet.

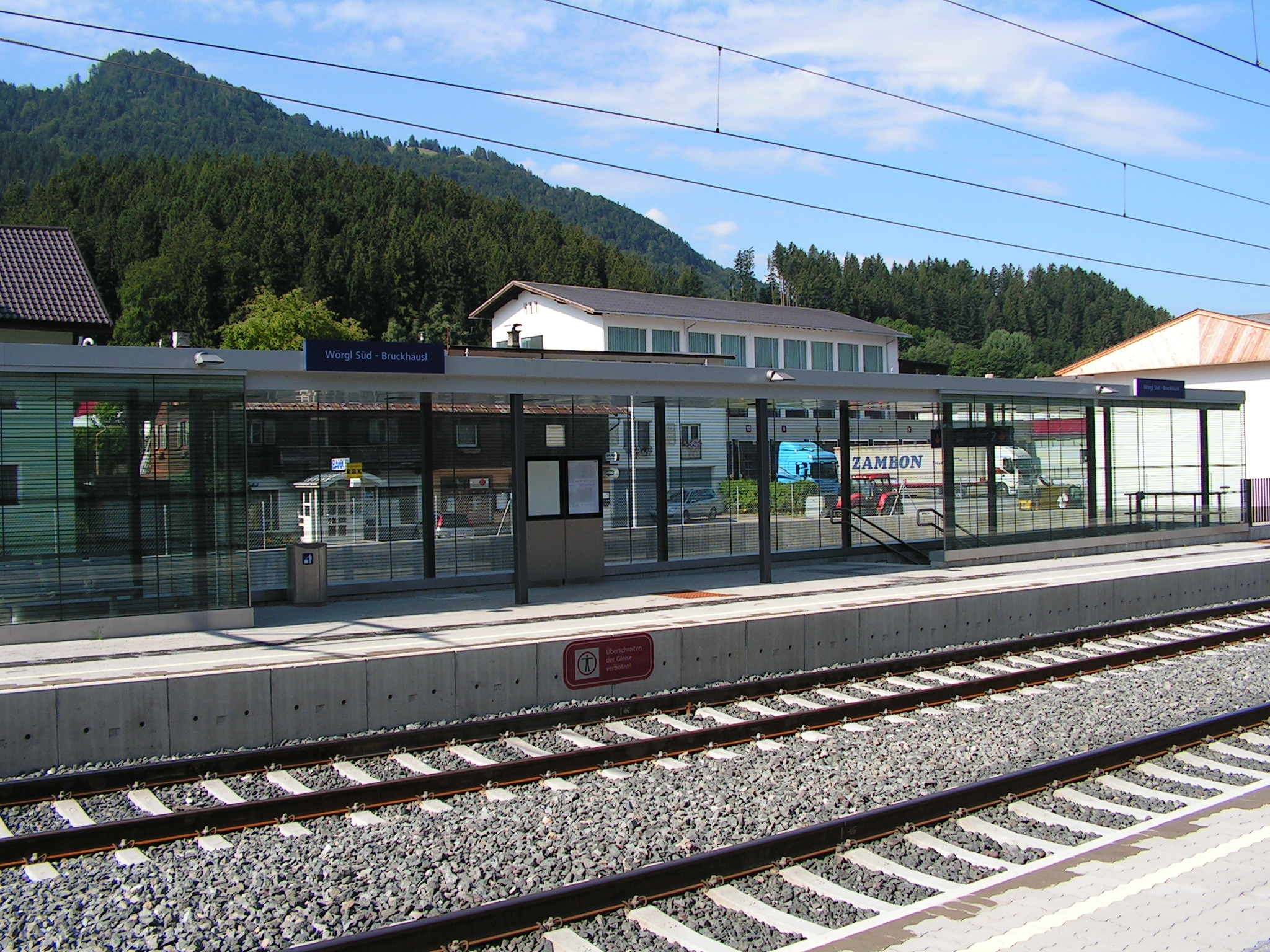
Wörgl Süd – Bruckhäusl, Bahnsteige

Es bestehen (von West nach Ost) die Bahnhofteile Wörgl Kundl, Wörgl Terminal West, Wörgl Terminal Nord, Wörgl Terminal Süd und der (eigentliche) Bahnhof Wörgl Hauptbahnhof selbst. Im Stadtgebiet liegt noch die Haltestelle Wörgl Süd - Bruckhäusl (früher Söll-Leukental bzw. von 1993 bis 2008 Bruckhäusl) mit einer Überleitstelle. Die dortigen Weichen und Signale werden vom Zentralstellwerk Wörgl aus mitbedient, genauso wie die Abzweigung in Wörgl Radfeld (Abzw W 2).
Im Rahmen des inzwischen in der ersten Ausbaustufe (Baumkirchen – Wörgl Radfeld) im Dezember 2012 vollendeten viergleisigen Ausbaus der Unterinntalbahn im Zuge der TEN-Achse Berlin–Palermo samt Brennerbasistunnel spielt Wörgl eine wichtige Rolle. Als größter, in unmittelbarer Nähe der Neubaustrecke gelegener Bahnhof und als einziger mit Lokomotiv- und Wagenwerkstätten und Lokomotivstützpunkt wird der Hauptbahnhof Wörgl samt den Terminals an beiden Bahnhofsseiten (Verknüpfungsstellen der Neubau- mit der Bestandstrecke in Radfeld im Westen und in Langkampfen im Osten) voll an die Neubaustrecke angebunden.

### Stellwerksanlage

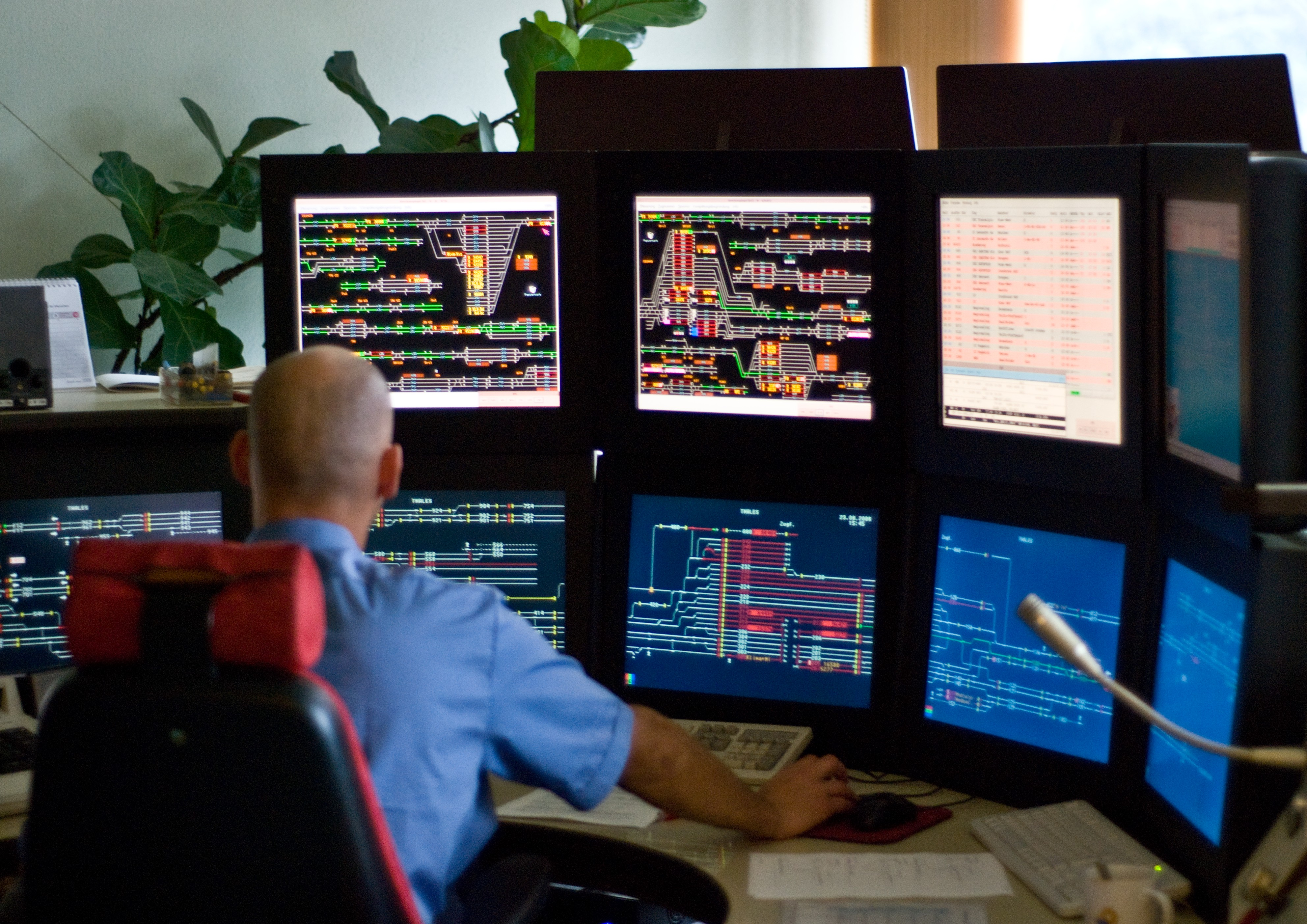
Einer der Kommandotische im Zentralstellwerk Wörgl Hbf

Vom früheren Zentralstellwerk aus wurde der Bereich zwischen Radfeld und Kufstein beziehungsweise Hopfgarten im Brixental gesteuert. Die Fahrdienstleiter der Stelltische Wörgl Hbf West und Ost steuerten und überwachten neben dem Wörgler Hauptbahnhof auch die Bahnhöfe Wörgl Kundl, Kirchbichl, Kufstein und Hopfgarten, die Abzweigung Wörgl Radfeld (Abzw W2 - hier zweigt die Unterinntal-Neubaustrecke ab) sowie die Terminals Nord, Süd und West sowie die Überleitstellen in Wörgl Süd - Bruckhäusl und Schaftenau.
Seit 1. Juni 2009 ist die Wörgler Stellwerksanlage Teil der Betriebsführungszentrale (BFZ) West der ÖBB in Innsbruck, von der aus der gesamte Eisenbahnverkehr in weiten Teilen Westösterreichs (im Prinzip der Bereich westlich von Zell am See) ferngesteuert wird. Der ehemalige Wörgler Zentralstellwerksraum, hoch über der Empfangshalle mit einer die Bahnanlagen überragenden und breitfenstrigen Aussichtskanzel, in dem bis 2009 die Betriebsfernsteuerzentrale (BFS) Wörgl lag, enthält nun die „BFZ Wörgl“, also eine „Ausfall-BFZ West“, sozusagen die redundante BFZ mit Ersatzarbeitsplätzen für sämtliche BFZ-West-Arbeitsplätze, von der aus der gesamte BFZ-Bereich (oder bei Bedarf auch bloß Teile davon, in Bälde im Zuge der sog. „Georedundanz“ auch der gesamte ÖBB-Bereich) gesteuert werden kann. Ab 2027 wird der Gesamtverkehr auf der Karwendelbahn und auch auf der Außerfernbahn (nur noch) von der BFZ Wörgl aus ferngesteuert werden.
Der Zugförderungsbereich, früher in Österreich „Heizhaus“ oder „Zugförderung“, dann „Traktion“, neuerdings aber „Produktionsbereich“ genannt, hat ein eigenes Drucktastenstellwerk, das vom Remisenoberaufseher in Wörgl bedient wird. Vom Zentralstellwerk aus besteht die Möglichkeit, (Lokomotiv-)Zugfahrten direkt bis und ab dem Zugförderungs-(Traktions- bzw. Produktions-)bereich durchzuführen. Dort befindet sich auch eine 24 m-Drehscheibe.

### Bahnsteige
Der Bahnhof besitzt zehn Bahnsteiggleise: einen Hausbahnsteig (Bahnsteig 1) und drei Inselbahnsteige mit den Bahnsteigen 2 und 3, 4 und 5 sowie 6 und 7; die Inselbahnsteige sind durch eine Unterführung mit Treppen und Liften erreichbar. Die Bahnsteige sind etwa 400 m lang und in die fünf Sektoren A – E unterteilt. Die Gleise an den Bahnsteigen 3 und 4 sind die durchgehenden Hauptgleise. Der Bahnhof besitzt zudem drei Kopfbahnsteige mit den Nummern 11, 12 und 13 auf der Seite Richtung Kufstein/Salzburg. Diese werden hauptsächlich für den Regionalverkehr in Richtung Hochfilzen und Salzburg verwendet. Dazu kommen zehn durchgehende und weitere sechs nicht durchgehende Hauptgleise ohne Bahnsteig (für den Güter- und Dienstzugverkehr).

## Geschichte

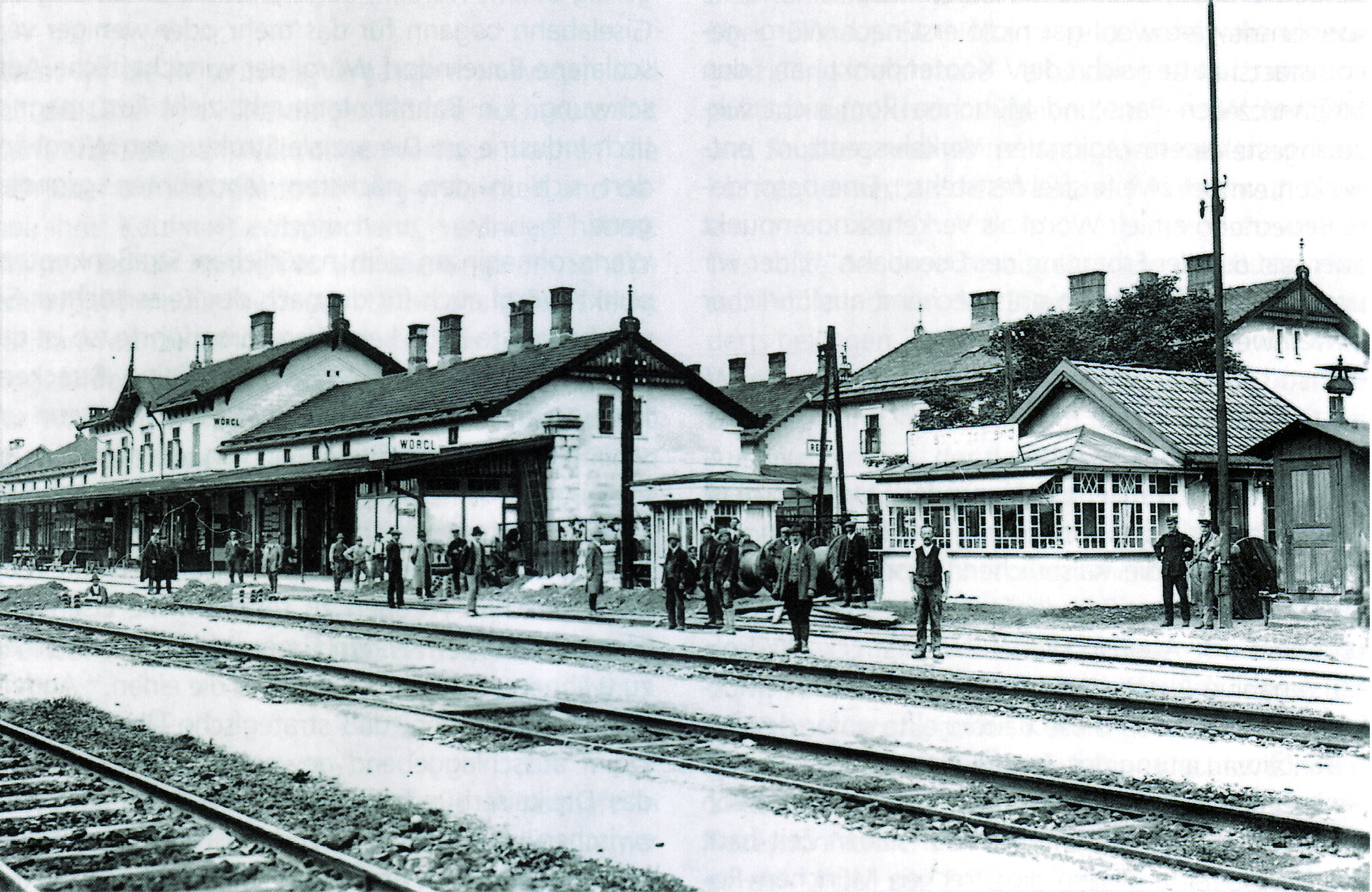
Der Wörgler Bahnhof um 1900

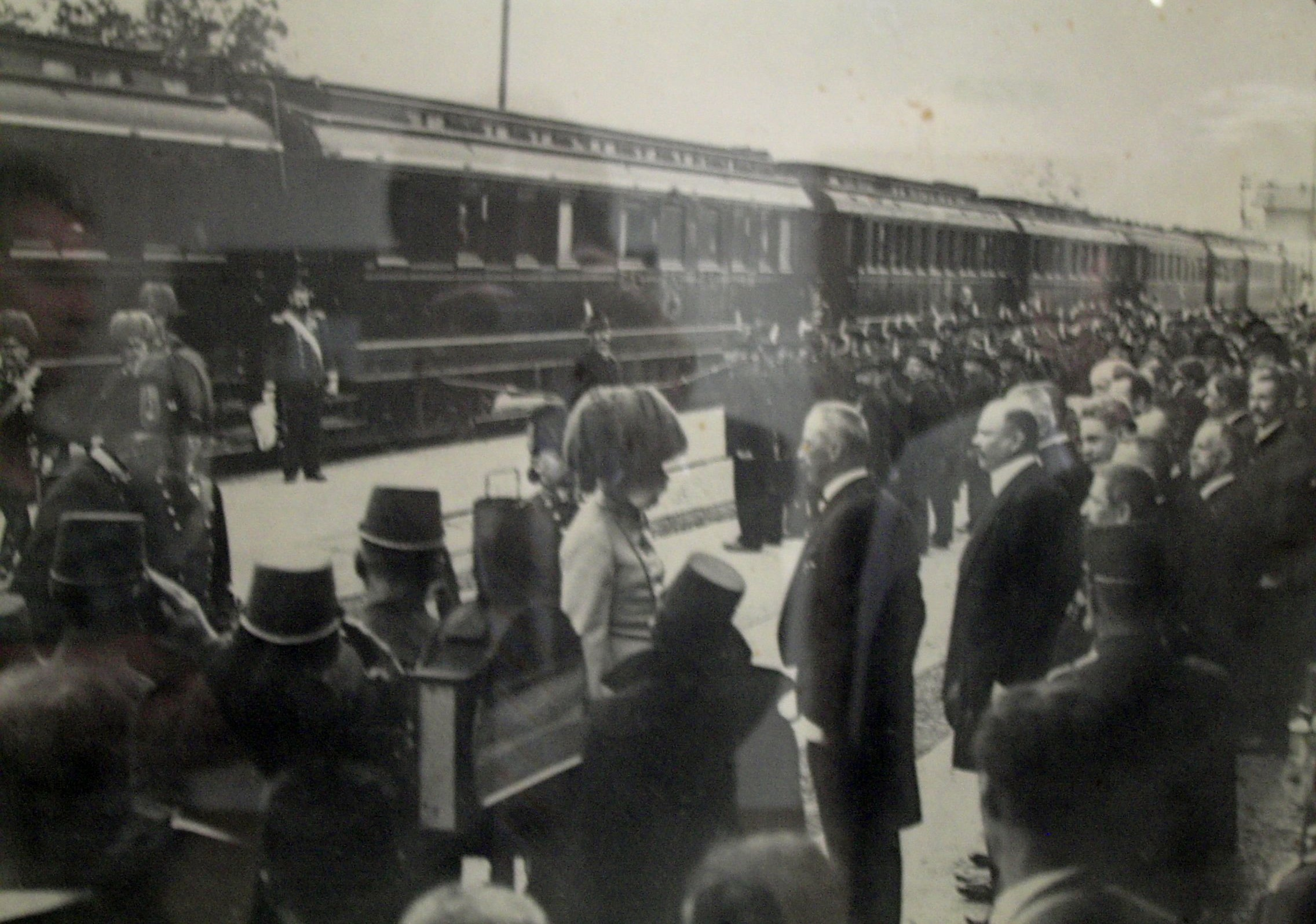
Empfang von Kaiser Franz Joseph I. am Wörgler Bahnhof 1909

Der Bahnhof Wörgl wurde 1858 errichtet und am 24. November 1858 unter Kaiser Franz Joseph I. eröffnet. Daher fand im August 2008 unter dem Motto „150 Jahre Eisenbahn in Wörgl“ ein umfangreiches Veranstaltungsprogramm samt einem großen Eisenbahnfest statt. Mit der Eröffnung der Giselabahn am 6. August 1875 wurde der Bahnhof Wörgl acht Jahre vor Innsbruck zum ersten Eisenbahnknoten im heutigen Westösterreich.
Bis in die späten 1990er Jahre fand in Wörgl der Wechsel vom Rechtsfahren der Züge (aus Richtung Kufstein und Zell am See beziehungsweise Amstetten, wo der Gleiswechsel in die andere Richtung auf der ÖBB-Westbahn stattfand) auf das Linksfahren (nach Innsbruck beziehungsweise zum Brenner) und umgekehrt statt. Dazu war eine der ganz selten verwendeten so genannten „Flachkreuzungen“ im westlichen Weichenbereich eingebaut, die einen Wechsel des Streckengleises mit 120 km/h ermöglichte.
Heute besteht auf der gesamten Westbahn und in ganz Westösterreich generell Gleiswechselbetrieb mit dem rechten Streckengleis als Regelgleis. Seit 1890 ist die Strecke Wörgl – Innsbruck, seit 1914 die Strecke Wörgl – Zell am See – Salzburg und seit 1939 die Strecke Wörgl – Kufstein – München durchgehend zweigleisig ausgebaut. Seit 1928 sind alle nach Wörgl führenden Strecken mit 15 KV, 16,7 Hz Wechselstrom elektrifiziert.
Die Bahnhofsanlage und das Aufnahmegebäude wurden im Zweiten Weltkrieg nahezu völlig zerstört. Das Bahnhofsgebäude wurde nach dem Krieg etwa 500 m in Richtung Innsbruck (nach Westen) verschoben, neu gebaut und 1950, rechtzeitig vor der Stadterhebung Wörgls im Jahr 1951, eröffnet.
Als Sicherungsanlage diente ein elektromechanisches ÖES (Österreichisches Eisenbahn-Signalwerk) K 47-Gleisbild-Befehlswerk für die Fahrdienstleiter. Die Wärterstellwerke waren im Stellwerk 1 ein Drehachsen-Wärter-Gleisbildstellwerk und im Stellwerk 2 ein EM 55-Wärter-Gleisbildstellwerk. Die Stellwerksanlagen, die heute als Reihenstellwerke bezeichnet werden, wurden zum Teil museal erhalten. Beide Wärterstellwerksgebäude, die heute nicht mehr existieren, waren Turmstellwerke, von denen aus die gesamten Gleisanlagen überblickt werden konnten.

### Um- und Ausbau ab 1993
Im Jahr 1993 wurde der Bahnhof Wörgl mit einem Aufwand von etwa 1,4 Milliarden Schilling (rund 100 Millionen Euro) von den Österreichischen Bundesbahnen fast vollständig umgebaut. Der Bahnhof wurde mit der damals modernsten Zentralstellwerksanlage der Bauart SpDrL A2 mit EBO (einheitlicher Bedienoberfläche auf fünf Bildschirmen, Bedienung über Tastatur und Maus sowie einer „Graphic Automatic Light“) ausgestattet, die laufend weiter ausgebaut wurde. Die Graphic Automatic Light (GrAuLi) ist eine computergesteuerte Selbststellanlage, bei der auf Grund der Vorprogrammierung oder der Zuglenkziffern die zu befahrenden Fahrstraßen selbsttätig gestellt werden. Dem Fahrdienstleiter kommt dabei im Normalbetrieb nur mehr eine Überwachungsfunktion zu. Das Zentralstellwerk wurde als Dachgeschoß über der Bahnhofshalle gebaut. Von hier besteht durch die Panoramafensterwand ein Ausblick auf das Gelände des Hauptbahnhof-Teils und auf die Zugförderungsanlage. Zusätzlich wurden weitere Bahnsteige und die Güterterminals errichtet.

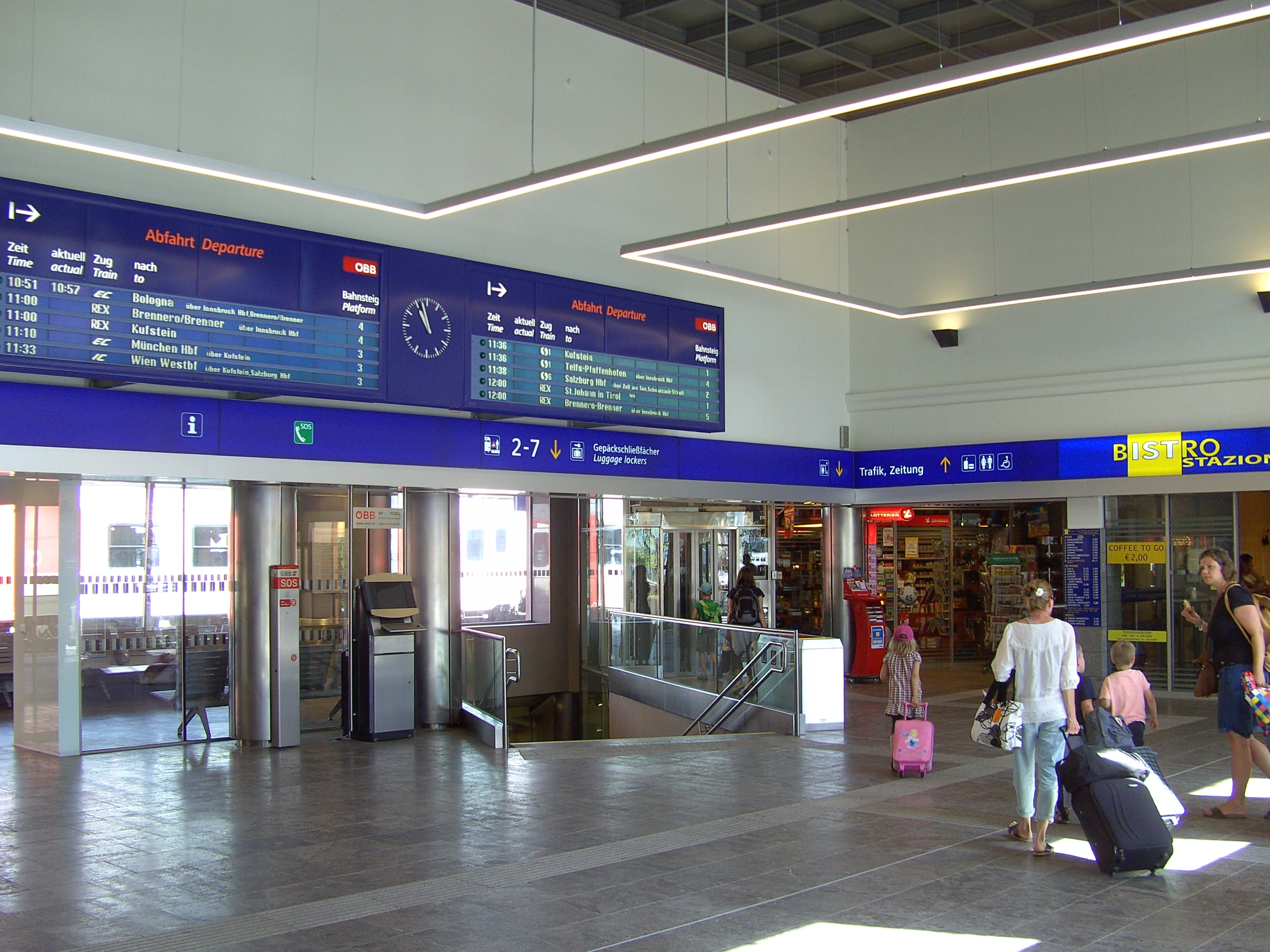
Abfahrtshalle neu (Blick nach Osten)

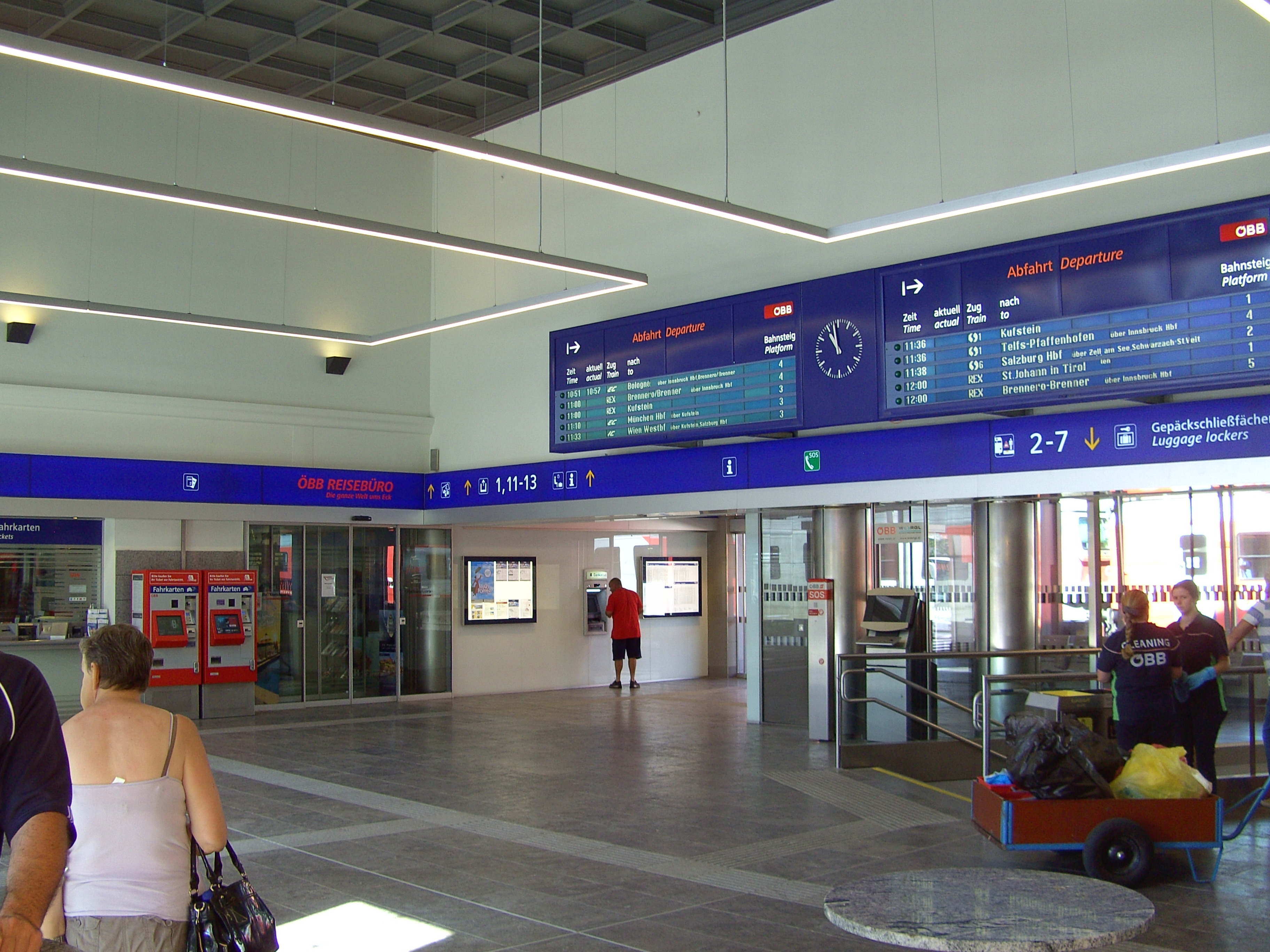
Abfahrtshalle neu (Blick nach Westen)

Zwischen dem Bahnhof Wörgl Terminal Nord und dem Bahnhof Wörgl Kundl sowie weiter bis zur Abzweigung Wörgl Radfeld wurde zur Erhöhung der Leistungsfähigkeit ein drittes Gleis als „Beschleunigungsspur“ errichtet (Wörgl Hbf - Wörgl Terminal Süd - Wörgl Terminal Nord ist viergleisig). Auf Grund der Einbeziehung des Bahnhofes Kundl in den Bahnhof Wörgl im Jahr 1993 wird dieses betrieblich nicht als Streckengleis, sondern als Bahnhofsgleis behandelt. Betrieblich bekam der Bahnhof Kundl die Bezeichnung „Wörgl Kundl“, wenngleich der Ortsname „Kundl“ weiterhin im Reisezugfahrplan verwendet und an den Bahnsteigen angeschrieben bleibt. Ab der Abzweigung Wörgl Radfeld ist die weiterführende Strecke in Richtung Innsbruck (nach Westen) seit Dezember 2012 viergleisig und verläuft mit zwei Gleisen auf der Bestandstrecke von 1858 und mit weiteren zwei Gleisen auf der zwischen 1999 und 2012 errichteten Unterinntal-Neubaustrecke (Teil der neuen „Brenner-Flachbahn“, die weitestgehend unterirdisch verläuft und Geschwindigkeiten bis zu 230 km/h zulässt). Seither verkehren die meisten Güterzüge und jener Teil der Fernverkehrszüge, die zwischen Wörgl und Innsbruck bzw. umgekehrt nicht halten, auf der Unterflurstrecke, wobei die Streckenhöchstgeschwindigkeit von 230 km/h ausgenützt wird.
Beim großen Bahnhofsumbau 1993 wurden die Bahnhofshalle von Wörgl Hbf und die (insgesamt zehn) Bahnsteige mit Personenaufzügen sowie Zugzielanzeigern versehen und zusammen mit allen anderen Anlagen für den Reise- und Güterverkehr völlig neu gestaltet. Ein weiterer Umbau fand im Jahr 2014 statt, wo die Beleuchtung weitgehend auf LEDs umgestellt, viele neue beleuchtete Transparente eingebaut und die Abfahrtshalle einer Generalrenovierung unterzogen wurde. 2020 wurde die Bahnhofspizzeria und das Bahnhofscafé samt Konditorei großzügig um- und ausgebaut (unter anderem stehen jetzt wieder Tische am Bahnsteig 1 zur Verfügung), neue große Abfahrts- und Ankunftsbildschirme in der Halle und auch neue, moderne Zugzielanzeiger an allen Bahnsteigen angebracht sowie wurden Ausstellungsräumlichkeiten für den Weiterbau der Brenner-Flachbahn von Wörgl Kundl bis Langkampfen und weiter nach Brannenburg geschaffen. Eine Park-and-Ride-Anlage für 290 Pkws erleichtert seit 1993 den Fahrgästen das Umsteigen vom Auto auf die Bahn. Weiters bieten die ÖBB eine Auto- und Fahrradvermietung („ÖBB-Rail&Drive“, „Fahrrad am Bahnhof“) an.
Der Bahnhofvorplatz wurde 1993 ebenfalls komplett umgebaut und mit einer Grünanlage ausgestattet. Vom Bahnhofvorplatz aus nehmen die regionalen und überregionalen Buslinien sowie die fünf Stadtbuslinien und weitere kürzere Regiobuslinien ihren Ausgang. Die Güterverladung wurde vom ehemals im verbauten Stadtgebiet liegenden Frachtenbahnhof in den Cargo-Terminal (zum Bahnhofteil Wörgl Terminal Nord) bei Wörgl-Liesfeld (Richtung Westen) verlegt, wo zwischenzeitlich ein großer „Gewerbepark Wörgl“ mit vielen Firmen und Industrieanlagen entstanden ist, der ständig und schnell weiter wächst. Im Cargo-Terminal ist auch das Logistikzentrum und eine Verladestelle für die Rollende Landstraße (RoLa) eingerichtet. Der Terminal Nord wurde 2012 auch betrieblich beträchtlich erweitert; ab 2023 ist vorgesehen, weitere ausgedehnte Anschluss- und Ladegleisanlagen u. a. in einen nahegelegenen großen holzverarbeitenden Betrieb zu errichten; diese Anlagen bilden dann den Bahnhofteil „Wörgl Terminal West“; diesbezügliche Baustartverzögerungen ergeben sich allerdings aus der Weigerung verschiedener Anlieger, die für den Gleisbau benötigten Flächen zur Verfügung zu stellen. Es existieren Pläne für die Zeit nach 2024, wonach der Bahnhofvorplatz eine Umgestaltung erfahren solle, wobei er vergrößert, mit einem modernen Busterminal (anstelle des alten „Busbahnhofes“) ausgestattet und im Osten durch neue Logistik-, Handels- und Gastronomiebetriebe (u. a. „City-Link Wörgl“-Bauprojekt, zwei Hochhaustürme) zusätzlich aufgewertet werden solle.

### Benennung als Hauptbahnhof

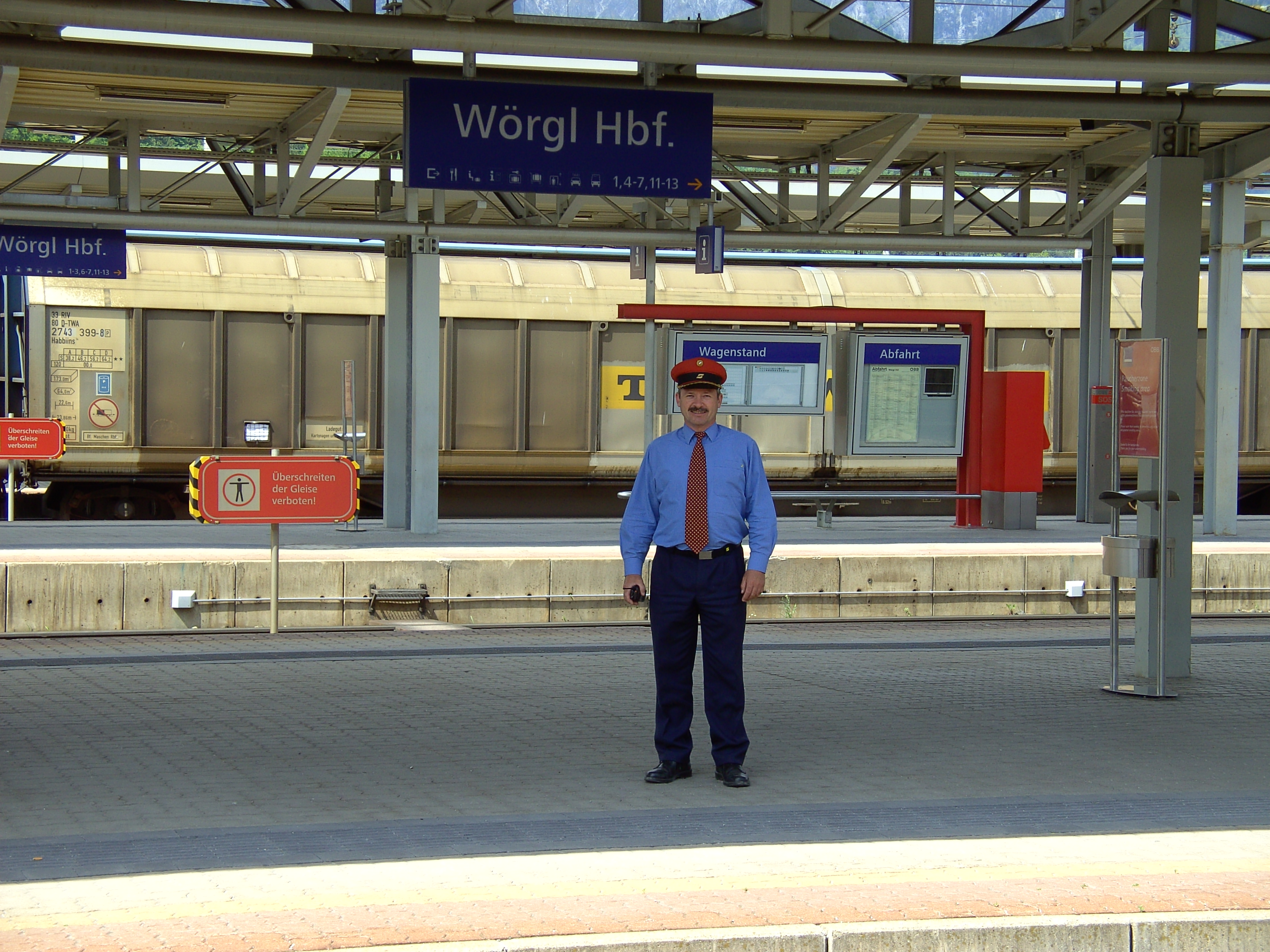
Fahrdienstleiter-Außendienst (Aufsicht) von Wörgl Hbf am neubeschilderten Bahnsteig 3

Im Frühjahr 2006 entstand die Idee, den Bahnhof Wörgl als Wörgl Hauptbahnhof zu bezeichnen; einerseits wegen seiner Größe und Wichtigkeit und der bereits großen Anzahl von Eisenbahn-Betriebsstellen in Wörgl sowie andererseits aus Imagegründen.
Der Verwirklichung dieses Vorhabens zum Fahrplanwechsel am 10. Dezember 2006 gingen weitere Ausbau- und Sanierungsmaßnahmen voraus. So wurden die Bahnhofshalle und die Bahnsteige teilweise neu gestaltet. Weiters wurde ein Blindenleitsystem angebracht, eine Videoüberwachungsanlage neu erstellt und zudem ein permanenter Sicherheitsdienst eingerichtet. Anstelle der veralteten Fallblattanzeige wurde eine neue LED-Zugzielanzeigeanlage eingebaut. Die komplette Beschilderung der Bahnhofsanlagen wurde erneuert und dem neuen dunkelblauen Corporate Design der Bundesbahnen angepasst. Internationale Züge werden seitdem nicht nur in deutscher, sondern auch in englischer Sprache zur Fahrgastinformation über die Lautsprecheranlage angekündigt.

## Monitore
- Abfahrt Züge

- Ankunft Züge

- Abfahrt Busse

- Ankunft Busse